# Ново село (вилает Одрин)
 За други села с това име вижте Еникьой.  
Ново село или Еникьой (на турски: Değirmenyanı) е село в Източна Тракия, Турция, Вилает Одрин.

## География
Селото се намира на 12 километра северно от Одрин.

## История
В 19 век Еникьой е българско село в Одринска кааза на Одринския вилает на Османската империя. Според статистиката на професор Любомир Милетич в 1912 година в селото живеят 96 български екзархийски семейства или 566 души.
В българското училище в Ново село в 1883 – 1887 година преподава Ангел Чалъков
При избухването на Балканската война в 1912 година 2 души от Ени кьой са доброволци в Македоно-одринското опълчение.
Българското население на Еникьой се изселва след Междусъюзническата война в 1913 година.

## Личности
Родени в Еникьой
- Гиньо Георгиев Стойков – Дро (1908 – 1944), български партизанин, съпруг на Свобода Анчева[3]
- Софроний Търновски (1888 – 1961), български духовник
- Алекси Костадинов, македоно-одрински опълченец, 2 рота на 11 сярска дружина[4]
- Димитър Христов, македоно-одрински опълченец, 2 рота на 11 сярска дружина[5]

Починали в Еникьой
- Петко Иванов Митов, български военен деец, младши подофицер, загинал през Балканската война на 8 март 1913 година[6]